# Chlorid olovnatý
Chlorid olovnatý je anorganická sloučenina se vzorcem PbCl2, jeden z chloridů olova. Za běžných podmínek se jedná o bílou tuhou látku slabě rozpustnou ve vodě. Rozpustný je v roztoku kyseliny chlorovodíkové, amoniaku a málo v ethanolu. PbCl2 je jednou z nejdůležitějších olovnatých solí sloužících pro výrobu dalších sloučenin olova. V přírodě se vyskytuje v podobě minerálu cotunnitu.

## Struktura a vlastnosti

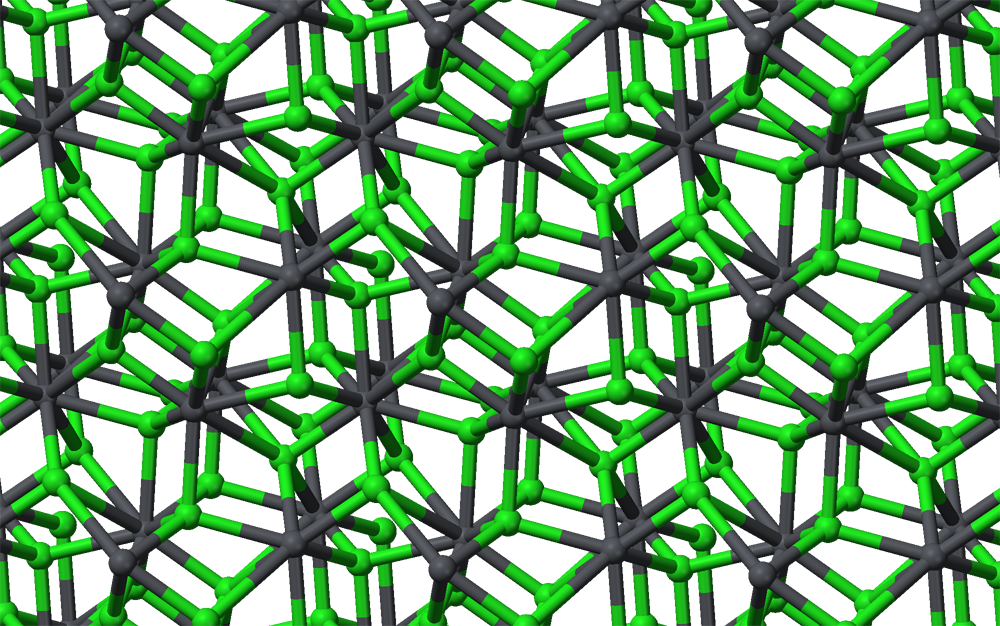
Krystalová struktura cotunnitu, minerální formy PbCl_{2}

V tuhém PbCl2 je každý iont olova koordinován s 9 chloridovými ionty. Šest z nich leží ve vrcholech trigonálního prismatu a zbývající tři jsou umístěny ve stranách prismatu. Chloridové ionty nemají od centrálního atomu olova stejnou vzdálenost, sedm jich leží ve vzdálenosti 280–309 pm a dva 370 pm daleko. PbCl2 tvoří bílé ortorombické jehličky.
Molekuly par chloridu olovnatého mají lomenou strukturu s úhlem Cl-Pb-Cl o velikosti 98° a délka každé z vazeb Pb-Cl je 2,44 Å. PbCl2 je součástí výfukových plynů ze zážehových motorů, pokud se jako antidetonační aditivum do benzinu používá ethylenchlorid-tetraethylolovo.
Rozpustnost PbCl2 je nízká (9,9 g/l při 20 °C) a pro praktické účely se považuje za nerozpustný. Jeho Ksp je 1,7×10−5. Je jedním z pouhých čtyř běžně nerozpustných chloridů, těmi zbývajícími jsou chlorid stříbrný (AgCl), měďný (CuCl) a rtuťný (Hg2Cl2).

## Výskyt
PbCl2 se v přírodě vyskytuje ve formě minerálu cotunnitu. Ten je bezbarvý, bílý, žlutý nebo zelený s hustotou 5,3–5,8 g/cm3. Tvrdost podle Mohse je 1,5–2. Krystalová struktura je orthorhombická dipyramidální, bodová grupa je 2/m 2/m 2/m. Každý atom olova má koordinační číslo 9. Složení je 74,50 % Pb a 25,50 % Cl. Cotunnit se objevuje poblíž sopek: Vesuv (Itálie), Tarapacá (Chile) a Tolbačik (Rusko).

## Syntéza
Chlorid olovnatý se sráží z roztoku po přidání zdroje chloridového iontu (HCl, NaCl, KCl...) do vodného roztoku olovnaté sloučeniny, například dusičnanu olovnatého Pb(NO3)2.
Pb(NO3)2(aq) + 2 NaCl(aq) → PbCl2(s) + 2 NaNO3(aq)
Pb(CH3COO)2(aq) + HCl(aq) → PbCl2(s) + 2 CH3COOH(aq)
PbCO3 + 2 HCl(aq) → PbCl2(s) + CO2(g) + H2O
Pb(NO3)2(aq) + 2 HCl(aq) → PbCl2(s) + 2 HNO3(aq)
Reakcí oxidu olovičitého s kyselinou chlorovodíkovou vzniká chlorid olovnatý, plynný chlor a voda:
PbO2(s) + 4 HCl → PbCl2(s) + Cl2 + 2 H2O
Použije-li se místo toho oxid olovnatý nebo hydroxid olovnatý, vzniká jen chlorid olovnatý a voda (nikoli však už chlor):
PbO(s) + 2 HCl → PbCl2(s) + H2O
Pb(OH)2 + 2 HCl → PbCl2 + 2 H2O
PbCl2(s) lze získat také působením plynného chloru na kovové olovo:
Pb + Cl2 → PbCl2

## Reakce
Přidáním chloridového iontu do suspenze PbCl2 získáme komplexní ionty. V těchto reakcích přidaný chlorid (nebo jiné ligandy) štěpí chloridové můstky, které tvoří polymerní základ tuhého PbCl2(s).
PbCl2(s) + Cl− → [PbCl3]−(aq)
PbCl2(s) + 2 Cl− → [PbCl4]2−(aq)
PbCl2 reaguje s roztaveným NaNO2 za vzniku PbO:
PbCl2(l) + 3 NaNO2 → PbO + NaNO3 + 2 NO + 2 NaCl
PbCl2 se využívá při syntéze chloridu olovičitého (PbCl4): Cl2 probublává skrz nasycený roztok PbCl2 ve vodném roztoku NH4Cl a tvoří [NH4]2[PbCl6]. Ten se pak nechává reagovat se studenou koncentrovanou kyselinou sírovou za vzniku olejovitého PbCl4.
Chlorid olovnatý je hlavním prekurzorem organokovových derivátů olova, například plumbocenu. Používají se obvyklá alkylační činidla, například Grignardovo činidlo nebo organolithné sloučeniny:
2 PbCl2 + 4 RLi → R4Pb + 4 LiCl + Pb
2 PbCl2 + 4 RMgBr → R4Pb + Pb + 4 MgBrCl
3 PbCl2 + 6 RMgBr → R3Pb-PbR3 + Pb + 6 MgBrCl
Tyto reakce produkují deriváty, které jsou podobnější organokřemíkovým sloučeninám, tedy olovnatý iont má při alkylaci tendenci k disproporcionaci.

## Použití
- Roztavený PbCl2 se používá při syntéze titaničitanu olovnatého (PbTiO3) a titaničitanu barnato-olovnatého (pro keramické materiály) náhradou kationtu:[12]

xPbCl2(l) + BaTiO3(s) → Ba1-xPbxTiO3 + xBaCl2
- PbCl2 se používá pro výrobu skla propouštějícího infračervené záření[8] a ornamentálního skla nazývaného aurenové sklo. To má duhový povrch vzniklý nástřikem PbCl2 a opětovným zahříváním za řízených podmínek. Podobně se využívá také chlorid cínatý (SnCl2).[13]
- Kovové olovo může být použito jako konstrukční materiál pro práci v HCl, přestože vznikající PbCl2 je v HCl trochu rozpustný. Odolnost lze zvýšit přidáním 6–25 % antimonu.[14]
- Zásaditý chlorid olovnatý (PbCl2·Pb(OH)2) je znám jako Pattinsonova olovnatá běloba a používá se jako bílý pigment do barev.[15]
- PbCl2 je meziproduktem při rafinaci rudy bismutu. Z této rudy se nejprve pomocí roztaveného hydroxidu sodného odstraní stopy kyselých prvků, například arsenu a teluru. Pak následuje Parkesův odstříbřovací proces, který odstraní jakékoli přítomné stříbro či zlato. Nyní ruda obsahuje Bi, Pb a Zn. Nechá se na ni působit plynný chlor při teplotě 500 °C. Nejdřív se tvoří ZnCl2 a je odstraněn. Pak se podobně odstraní vznikající PbCl2 a zbývá čistý bismut. BiCl3 by se tvořil jako poslední.[16]

## Toxicita
Podobně jako u jiných sloučenin olova, může expozice PbCl2 vést k otravě olovem.